# 瀬戸市駅
瀬戸市駅（せとしえき）は、愛知県瀬戸市東横山町にある愛知環状鉄道・愛知環状鉄道線の駅である。駅番号は21。中部の駅百選選定。

## 歴史
かつて、当駅は愛知環状鉄道線の前身に当たる日本国有鉄道（国鉄）の岡多線・瀬戸線の駅として計画されていた。路線名は、現在の愛知環状鉄道線のうち当駅以南の区間（岡崎駅 - 当駅間）と、未成に終わった当駅 - 多治見駅間の鉄道路線がともに「岡多線」と同一路線名を与えられ、同線の途中駅である当駅から瀬戸線（高蔵寺方面）が分岐する形となっていた。しかし実際には、岡多線（岡崎方面）と瀬戸線は名古屋市周辺都市をつなぐ環状線としての役割を期待され、両者をまとめた「岡多・瀬戸線」の名称で呼称されていた。「岡多・瀬戸線」は日本鉄道建設公団により、主要幹線（CD線）として建設が進められていた一方、残る岡多線の多治見方面（AB線・当駅 - 多治見間約20 km）は未着工のまま、1979年（昭和54年）6月に「開通すれば赤字必至である」として運輸省により建設計画が凍結され、1985年（昭和60年）10月には事実上頓挫した。当駅の計画段階における配線構造（島式ホーム2面4線）は、岡多線（岡崎方面）⇔瀬戸線（高蔵寺方面）が本線（両方面とも複線）で、その本線から枝線として岡多線（多治見方面・単線）が分岐するような構造だった。
その後、建設が進められていた「岡多・瀬戸線」（岡多線：新豊田 - 当駅間および瀬戸線：当駅 - 高蔵寺間）は、1984年（昭和59年）7月に国鉄が開業後の引き受けを拒否し、岡多線の既開業区間（岡崎 - 新豊田間）も含めて愛知県や沿線自治体の出資する第三セクターによる運営を要請。国鉄と地元自治体の交渉を経て、「岡多・瀬戸線」（岡崎 - 高蔵寺間）は地元自治体の出資する第三セクター会社「愛知環状鉄道」の路線として開業することとなった。
開業当初、当駅は構想段階で高蔵寺方面の本線として計画されていた線路・ホームを利用した1面1線の棒線駅として供用開始された。その後、輸送力増強整備事業によって当駅以北（高蔵寺方面）は複線化され、岡崎方面のホームが新設されたことで、現在の配線構造（相対式2面2線）となった。
| ← 岡多線 岡崎方面 | 瀬戸市駅の計画配線と実際の敷設線 | → 瀬戸線 高蔵寺方面 |
|                   | ↓ 岡多線 多治見方面              |                     |
| 凡例 出典:        |                                  |                     |

### 年表
- 1967年（昭和42年）：岡多線の豊田 - 瀬戸間（新豊田駅 - 当駅間）が着工される[7]。
- 1973年（昭和48年）：瀬戸線の瀬戸 - 高蔵寺駅間が着工される[7]。
- 1988年（昭和63年）1月31日：愛知環状鉄道線（新豊田・高蔵寺間）の開通に併せ[2][8]、愛知環状鉄道の駅として開業[9]。当時のプラットホームは現在の高蔵寺方面ホームのみで1面1線の棒線駅だった[注 1][3]。駅用地は愛知県立瀬戸高等学校の元校地だった[10]。
- 1991年（平成3年）7月23日：駅店舗「A・L・L seto」オープン[11]。
- 1993年（平成5年）11月1日：回数券発売対応の自動券売機を設置[11]。
- 1998年（平成10年）9月25日：バリアフリー対応の新型自動券売機を設置[12]。
- 2000年（平成12年）10月14日：中部の駅百選に選定される[13]。
- 2004年（平成16年）10月3日：瀬戸市駅 - 高蔵寺駅間複線化[14]。
- 2006年（平成18年）4月1日：こども110番の駅の取り組みを開始[15]。
- 2008年（平成20年）9月24日：自動改札機を導入[15]。
- 2010年（平成22年）10月16日：バリアフリー化[16]。
- 2015年（平成27年）3月17日：「A・L・L seto」改修工事完工[17]。
- 2016年（平成28年）
  - 3月18日：列車非常停止装置を設置[18]。
  - 11月29日：LED式発車標をホームに設置[18]。
- 2019年（平成31年）3月2日：ICカード「TOICA」の利用が可能となる[19]。

## 駅構造
相対式ホーム2面2線を有する高架駅。上下線でホームの有効長が異なり、開業当初からある高蔵寺方面のホームは10両編成の列車にも対応しているが、岡崎方面のホームは4両分までしか客扱いができない。
先述のように、かつては多治見方面（未成線）が分岐する島式2面4線の駅として計画されており、その名残として下り線（高蔵寺方面ホーム）のV字型上屋・駅南側の橋梁跡が残っているほか、高蔵寺寄りには多治見方面へ分岐するための準備施設・分岐用用地が残っている。その後、2004年（平成16年）に行われた瀬戸市 - 高蔵寺間の複線化工事とともに駅舎が増築され、岡崎方面にホームが新設された。
終日有人駅であり、自動改札機やバリアフリー対応型の自動券売機が導入されている。また、2013年（平成25年）までは改札口のそばにキヨスクが存在した。

### のりば
| 番線 | 路線            | 方向 | 行先                         |
| ---- | --------------- | ---- | ---------------------------- |
| 1    | ■愛知環状鉄道線 | 上り | 岡崎方面                     |
| 2    | ■愛知環状鉄道線 | 下り | 高蔵寺・中央線経由名古屋方面 |

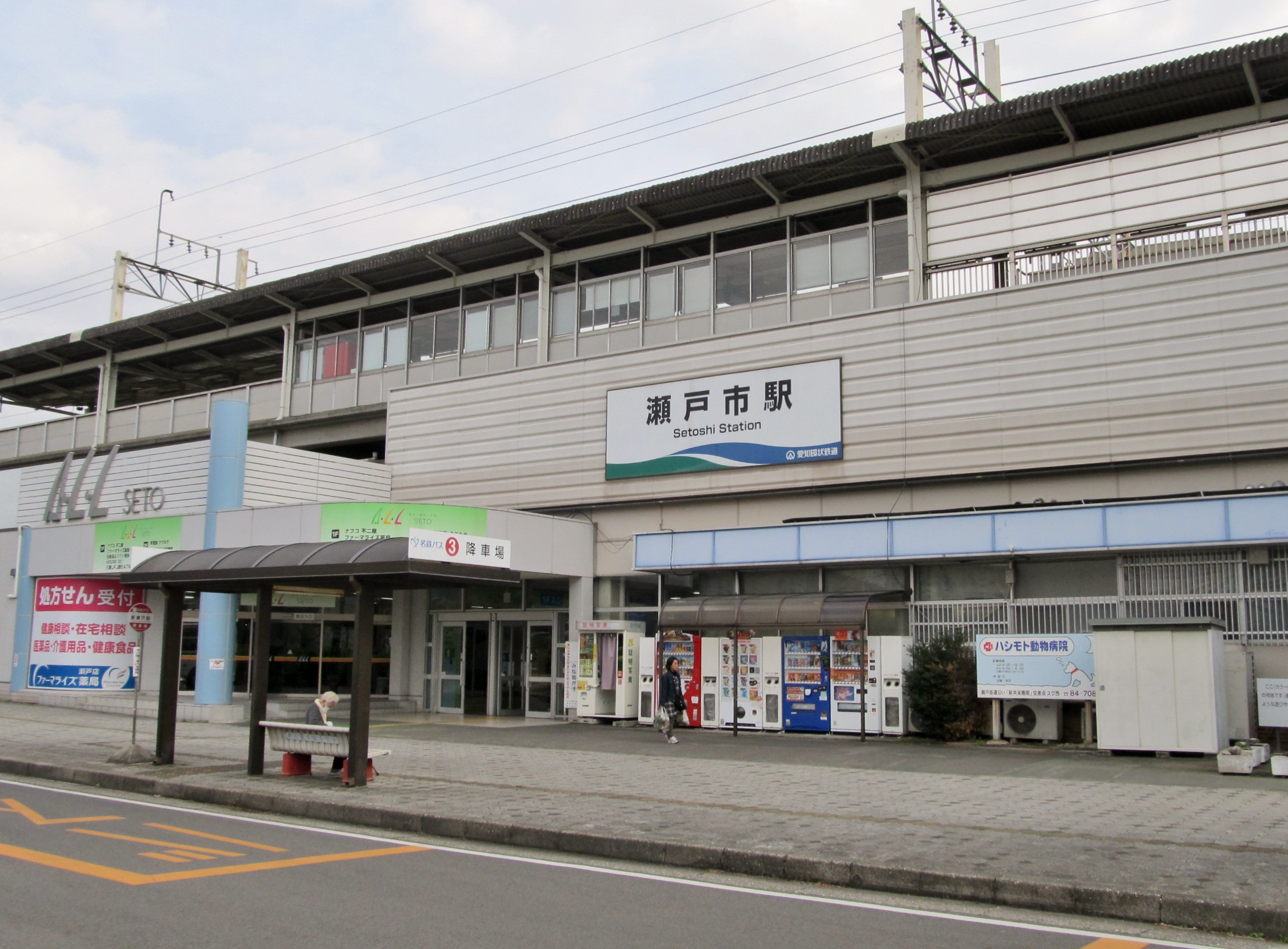
西口（2018年12月）
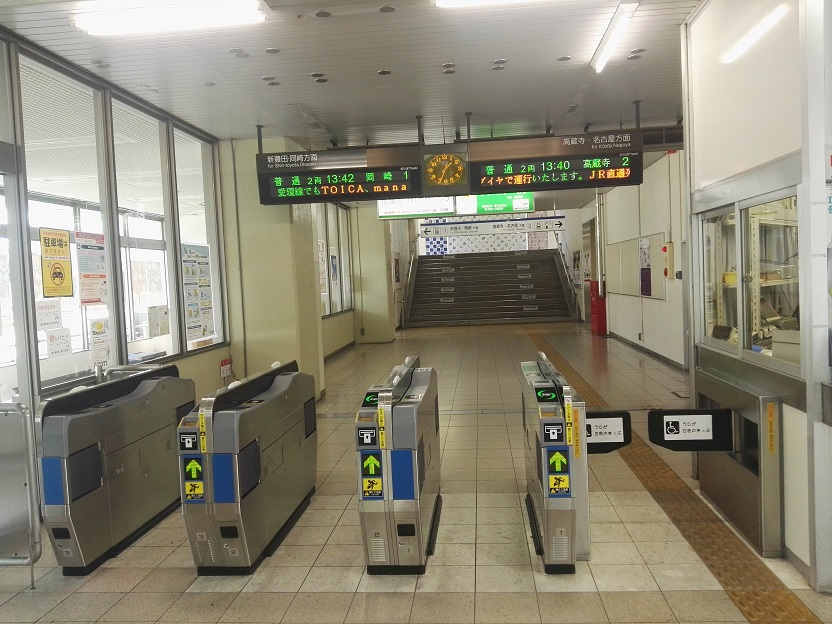
自動改札機
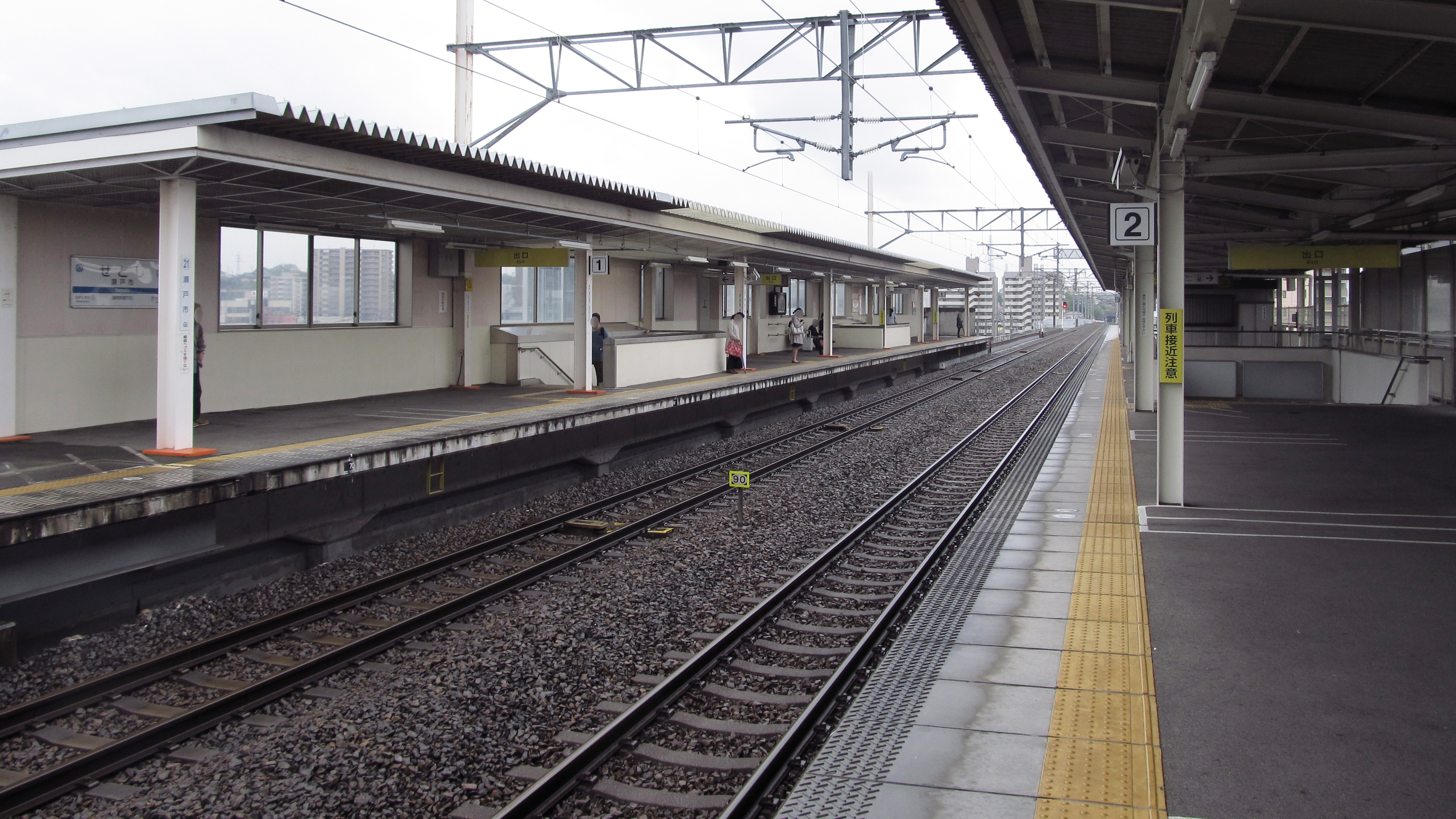
ホーム
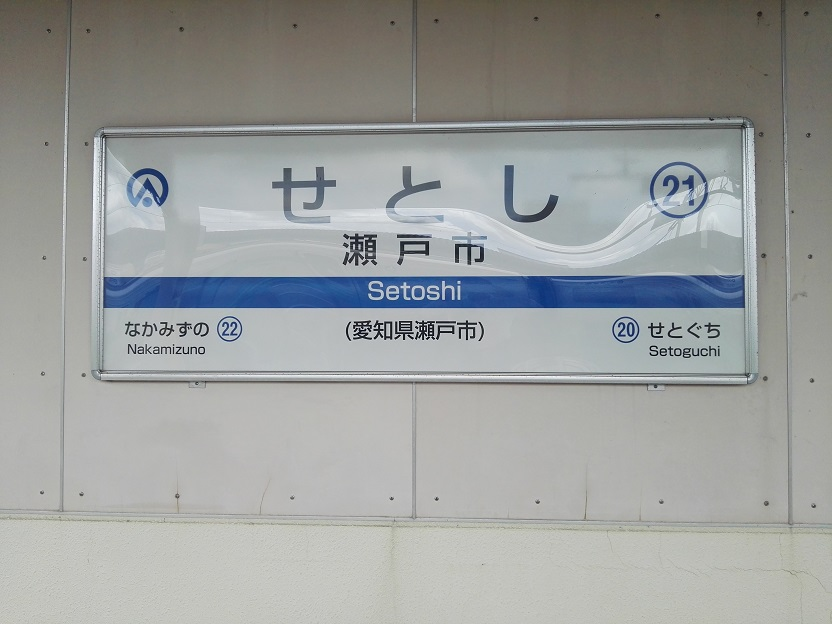
駅名標

### 配線図
| ← 新豊田・ 岡崎方面 | 瀬戸市駅 構内配線略図 | → 高蔵寺方面 |
| 凡例 出典:          |                       |              |

## 利用状況
瀬戸市の統計によると、当駅の一日平均乗車人員は、以下の通り推移している。
- 2002年度：1,845人
- 2003年度：1,914人
- 2004年度：2,017人
- 2005年度：2,638人（愛知万博開催年）
- 2006年度：2,309人
- 2007年度：2,342人
- 2008年度：2,499人
- 2009年度：2,464人
- 2010年度：2,539人

## 駅周辺
駅の周辺は住宅地である。瀬戸市駅と名鉄瀬戸線の新瀬戸駅が隣接しており、互いに乗り換えが可能である。ただし連絡通路のようなものはなく、乗り換えの際は一旦地上に降りる必要がある。
- 愛知県瀬戸保健所
- 瀬戸信用金庫本店
- ナフコ不二屋瀬戸店（瀬戸市駅高架下）
- 公立陶生病院
- 瀬戸年金事務所
- 新瀬戸ステーションホテル
- 瀬戸市立図書館
- 瀬戸市歴史民俗資料館
- 名鉄バス新瀬戸駅バス停
- 国道155号
- 瀬戸街道（愛知県道61号名古屋瀬戸線・国道363号）
- 愛知県道208号上半田川名古屋線
- 業務スーパー 尾張瀬戸店

## 隣の駅
愛知環状鉄道
■愛知環状鉄道線
瀬戸口駅 (20) - 瀬戸市駅 (21) - 中水野駅 (22)